# Ernst Jakob Buff
Ernst Jakob Buff (* 7. Juni 1850 in Herisau; † 13. Juni 1915 ebenda; heimatberechtigt in Trogen) war ein Schweizer Unternehmer aus dem Kanton Appenzell Ausserrhoden.

## Leben
Ernst Jakob Buff war ein Sohn des Lehrers und Fabrikanten Michael Buff. 1870 heiratete er Anna Bertha Lienberger, eine Tochter von Kaspar Lienberger.
Er absolvierte eine Lehre als Stickereizeichner. Um 1875 begründete er zusammen mit Albert Schmidheini in Herisau eine Maschinenstickerei mit angeschlossener Zwirnerei und Appretur. Nach der Trennung von Schmidheini gründete er die Stickereifirma Buff & Co., die zum bedeutenden Exporthaus wurde. Er eröffnete Produktionsbetriebe in Herisau und Zürchersmühle in der Gemeinde Urnäsch.
Von 1886 bis 1889 arbeitete Ernst Jakob Buff als Gemeinderat in Herisau und war zu dieser Zeit vor allem im Armenwesen tätig.